# Staffan Linder
Erik Staffan Linder, född 3 december 1965 i Danderyd, är en svensk animatör och specialist på visuella effekter i film och reklam. Sedan 2002 arbetar han som animatör och Visual Effects Supervisor på Fido film i Stockholm. Innan Linder arbetade med digitala effekter var han kommersiell skulptör med uppdrag inom special make-up och animatronics, samt tillverkning av samlarstatyer och prototyper för actionfigurer för den amerikanska marknaden. Han blev nominerad för en Emmy för 'Outstanding Visual Effects in a Supporting role' för 'The Walking Dead' 2016.

## Filmografi[2]
- The Walking Dead (TV)
- Fear the Walking Dead (TV)
- Star Wars Battlefront (Spel)
- Drakhjärta (TV)
- David Attenborough's Conquest of the Skies (TV)
- David Attenborough's Natural History Museum: Alive (TV)
- Peter Jacksons King Kong
- Underworld: Awakening
- Attack the Block
- Kon-Tiki
- Frostbiten
- Kautokeinoupproret
- Låt den rätte komma in
- Kick-Ass
- Hotell Gyllene Knorren - Filmen
- Håkan Bråkan & Josef